# プラハ演説

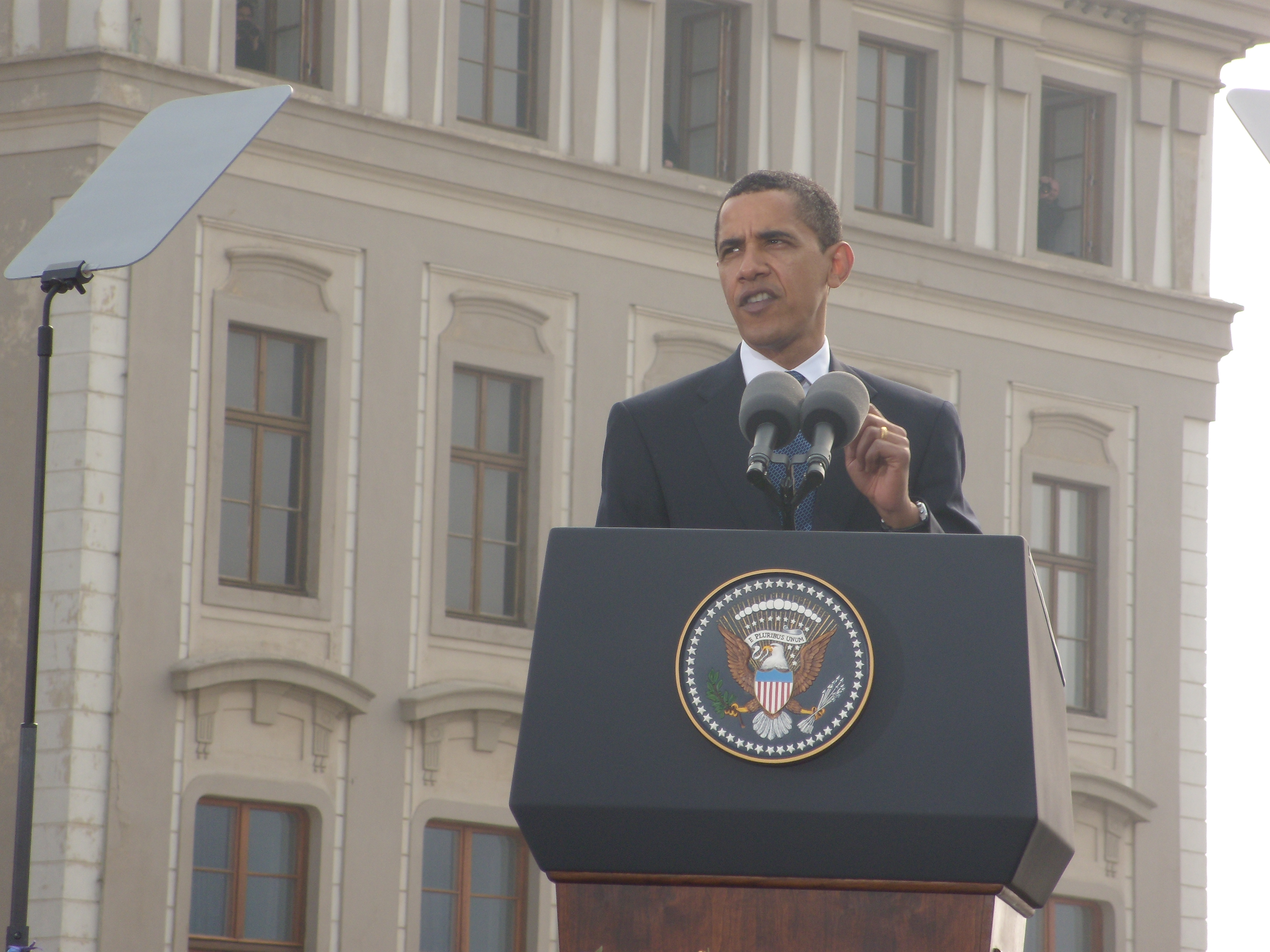
演説の様子

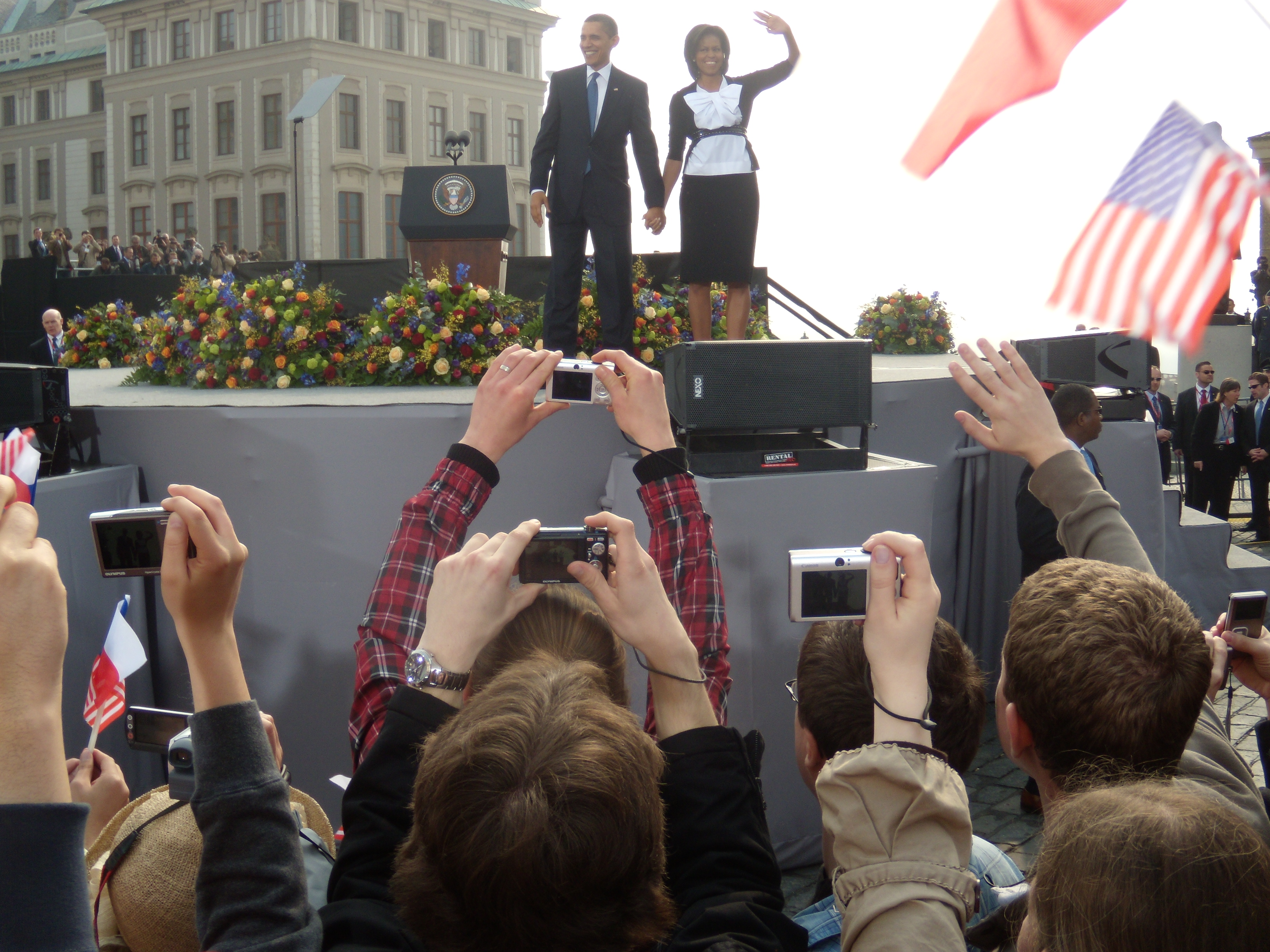
フラチャニ広場でのバラク・オバマと妻ミシェル・オバマ

プラハ演説（プラハえんぜつ）とは、2009年4月5日、チェコの首都プラハのフラチャニ広場にてアメリカ合衆国大統領バラク・オバマが核廃絶へ具体的な目標を示した演説である。

## 概要
米国とEUの初の首脳会議のためチェコを訪れたオバマ大統領は、核兵器を使用したことがある唯一の核保有国として行動する道義的責任があるとして、米国が先頭に立ち、核兵器のない世界の平和と安全を追求する決意を明言した。
本演説と「核なき世界」に向けた国際社会への働きかけ（原文："a world without nuclear weapons"）が評価され、オバマは2009年10月9日にノーベル平和賞を受賞した。

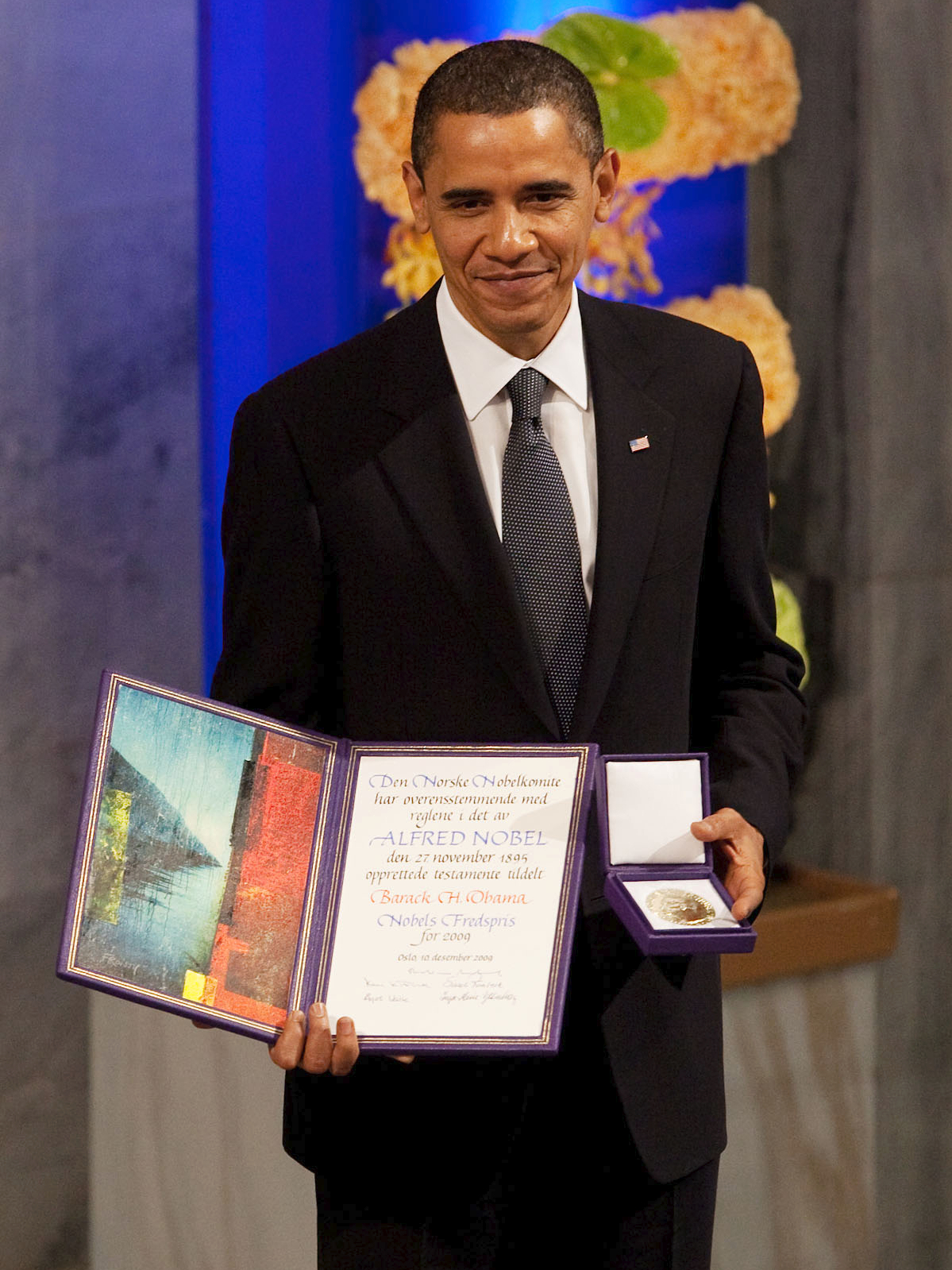
ノーベル賞授賞式にて

## 影響、反応
第171回国会において2009年6月16日に衆議院で、6月17日に参議院で「核兵器廃絶に向けた取り組みの強化を求める決議」を全会一致で可決し、麻生太郎内閣総理大臣も核保有国当事者による核軍縮声明を肯定的な評価をのべた。
2010年4月8日、オバマとロシア連邦大統領ドミートリー・メドヴェージェフは、戦略核弾頭の配備数を1550に制限する新戦略兵器削減条約の調印式をプラハで執り行い、2011年2月5日に発効させた。
オバマは、2016年5月27日、現職米国大統領として初めて被爆地広島市の広島平和記念公園を訪問し演説した。